# فرودگاه بین‌المللی نوگالس (مکزیک)
 فرودگاه بین‌المللی نوگالس، مکزیک (به انگلیسی: Nogales International Airport (Mexico)) یک فرودگاه همگانی مسافربری با کد یاتا NOG است که یک باند فرود آسفالت دارد و طول باند آن ۱۸۰۰ متر است. این فرودگاه در کشور مکزیک قرار دارد و در ارتفاع ۱۲۱۶ متری از سطح دریا واقع شده است.